# Virgin Killer
Virgin Killer е четвъртият студиен албум на германската рок група „Скорпиънс“, издаден на 9 октомври 1976 г. от „Ар Си Ей Рекърдс“. Процесът по записването му, е подобен на този на In Trance (1975), въпреки че този път групата разполага с 32-пистово записващо устройство, едно от най-модерните за времето си. Подобно на предшественика си, Virgin Killer също съдържа песни, в които са смесени хардрок и хевиметъл и е първият албум на „Скорпиънс“ записан със същия състав, който записва предишния техен албум.
Virgin Killer се счита се за първия албум на групата, който привлича внимание извън Европа. В този смисъл, той влиза в музикалната класация на Япония и по-малко от седмица след издаването си, Асоциацията на звукозаписната индустрия в Япония му присъжда златен статус за повече от 100 000 продадени копия в тази страна. В допълнение, той получава положителни отзиви от специализирани критици, до такава степен, че е посочен като един от най-добрите албуми в кариерата им и един от онези, които помагат за промяната на хевиметъла през 1976 г.
Популярността на албума в световен мащаб обаче, е не толкова заради неговото съдържание, колкото заради обложката, която предизвиква противоречиви реакции. Първоначално тя включва снимка на десетгодишно, напълно голо момиче с ефект на счупено стъкло точно върху нейното срамно възвишение. В много страни тя е цензурирана и заменена със снимка на групата, докато в други, албумът се продава с оригиналната си обложка, но покрит с черна пластмаса.
През декември 2008 г., обложката отново поражда спорове, когато британската фондация за наблюдение над интернет поставя определени страници от Уикипедия в своя „черен списък“, като се счита, че някои изображенията могат да бъдат „потенциално незаконни“ и нарушават британския закон за закрила на децата от 1978 г. Обложката на Virgin Killer е част и от няколко списъка с най-лошите корици в историята

## Композиране и записване
Записите са направени в студио „Диркс“ в Щомелн, село близо до Кьолн. Докато Улрих Джон Рот е част от състава, „Скорпиънс“ обичайно записват албумите си през лятото, като само албумът Fly to the Rainbow (1974) прави изключение. Процесът е подобен на този при записите на In Trance, въпреки че Рудолф Шенкер подчертава, че ги осъществяват по по-добър начин, защото разполагат 32-пистово записващо устройство, едно от най-модерните по това време. Въпреки че не срещат значителни проблеми, Франсис Буххолц отбелязва, че барабанистът Руди Ленърс постъпва в болницата поради нервен срив, защото Дитер Диркс го принуждава да повтаря частите си, отново и отново.
Албумът започва с Pictured Life, която Рудолф Шенкер написва преди да започнат участието си на германските фестивали в началото на 70-те години на 20-и век, но самият той не може да си спомни дали е през 1974 г. или 1975 г. Веднага след написването ѝ, той я представя на Улрих Джон Рот, който заедно с Клаус Майне завършва композирането ѝ. Критикът Мартин Попоф пише, че Pictured Life има „един от най-ярките текстове на групата“, но въпреки това, е трудно да се каже за какво става въпрос, той обяснява, че „техният образ и усет за мистичното са осезаеми“. Текстът на Catch Your Train е ясен в опростяването на концепцията „убиваш се, работейки“. Рудолф Шенкер отбеляза, че от самото начало намира специално усещане в него, и си сътрудничи с Улрих Джон Рот, за да създаде перфектното китарно соло. Песента не се харесва на Улрих Джон Рот, но според него, тя има идеална структура за изпълнение на страхотно соло. След „мощната балада“ In Your Park, в която „нощта отново тихо се превръща в ден“, следва Backstage Queen, наречена от критика на „Ултимейт Класик Рок“ Едуардо Ривадавия „заразен хардрок“. С лека нотка на южняшки рок, тази последна песен е още една, която водещият китарист не хареса.
Улрих Джон Рот композира Virgin Killer, докато групата е на турне, заедно с „Кис“. Представленията на „Кис“ и техните „екстравагантни“ текстове привличат вниманието му, една вечер той ги имитира в съблекалнята и споменава, че е убиец на девици. Клаус Майне хареса фразата и му предлага да направи нещо с нея, след което той създава лиричен контекст за нея. Въпреки факта, че много хора, включително печатната преса, придават погрешно значение на текстовете ѝ, китаристът посочва, че: „убиецът на девици е демонът на духа на времето, който убива невинността на хората“. Мартин Попов я определя, като традиционна хевиметъл песен, която не може да се сравни с останалата част от каталога на „Скорпиънс“ или с друга група от това време, защото притежава „най-хапещите китарни звуци“ от 1976 г. Hell Cat, е „маниакален краутрок цирк“ според него. Въпреки това, Улрих Джон Рот отбеляза, че „това е основно копие на Джими Хендрикс“ в това, че той се опитва да направи иновации по някакъв начин, но разбира, че това не е едно от най-добрите му усилия. Последната песен на Рудолф Шенкер и Клаус Майне Crying Days, е „чудовищна и тъжна“, където „светът е лош“. Рудолф Шенкер коментира, че когато приключват с писането, имат съмнения дали Дитер Диркс ще я хареса, защото е различна и е без търговски претенции. Изненадващо продуцентът я харесва, защото има „особено настроение“. При последните две композиции на Улрих Джон Рот, Polar Nights и Yellow Raven, той поема „практически контрол върху продукцията“. Yellow Raven, е „меланхоличен и интроспективен психопрогер“, в който „фантастичната мечтателна птица те отвежда далеч от този лош свят“.

## Издаване и представяне
Virgin Killer е издаден на 9 октомври 1976 г. от „Ар Си Ей Рекърдс“ и се счита за първата продукция на „Скорпиънс“, която привлича вниманието извън Европа. Virgin Killer достига № 32 в японската музикална класация и по-малко от седмица след издаването му, Асоциацията на звукозаписната индустрия в Япония го награждава със златен статус, представляващ 100 000 продадени копия в тази страна. Във Франция албумът е един от десетте най-успешни албума на „Ар Си Ей Рекърдс“, докато в Германия до януари 1978 г. се изчислява, че в тази страна са продадени 120 000 копия. По-късно, организацията на „Световни европейски награди“ присъжда златен статус на албума, представляващ 500 000 продадени копия по цял свят. През 1977 г. Virgin Killer достига № 162 в музикалната класация на американското списание „Рекърд Уърлд“. През 1983 г. албумът достига № 49 в класацията „Мидлайн Ел Пи“, предшественик на „Каталог Албумс“ на списание „Билборд“ в Съединените американски щати. През юни 1984 г., Virgin Killer отново влиза в гореспоменатия брой и достига № 37 като най-висока позиция.
Поради успеха в Япония, „Ар Си Ей Рекърдс“ избира да издаде синглите Virgin Killer и Pictured Life само в тази страна през 1977 г. На 2 октомври 1976 г. в Дортмунд започва турнето Virgin Killer Tour, което им позволява да свирят в пет европейски страни. Фокусирани основно върху Обединеното кралство и Западна Германия, благодарение на което те дебютират в Шотландия. С общо 69 представления, турнето завършва на 5 май 1977 г. в Лондон.

## Обложката
Оригиналната обложка включва изображение на голо десетгодишно момиче на име Жаклин с ефект на счупено стъкло върху интимната ѝ част. Концепцията е създадена от екипа на артистите на дизайнерския отдел на „Ар Си Ей Рекърдс“, с цел да привлече вниманието и по този начин да увеличи продажбите на албума; според Франсис Буххолц момичето е дъщеря или племенница на един от създателите. За фотосесията отговаря германецът Михаел фон Гимбут, който вече работи с групата по обложката на In Trance през 1975 г. Освен фотографа в студиото присъстват съпругата му, майката и сестрата на момичето, както и три асистентки.
Противоречивото изображение предизвика възмущение от няколко световни пазари, тъй като разпространителите го смятат за безвкусно и неморално. В много страни то е заменено със снимка на групата, въпреки че в други се продава такова, каквото е, но покрито с черна пластмаса. В Съединените американски щати албумът е достъпен само като „изнесен артикул“, което го прави първият запис на германски изпълнител, считан за „ъндърграунд“. Въпреки това, в Германия и в Япония, обложката не среща големи проблеми и Virgin Killer е издаден с оригинала такава. През следващите години, ремастерани версии се издават предимно с алтернативна обложка. В някои страни, като Япония, може да се намери и с оригинала, макар и с черни ленти, покриващи интимните части на момичето. Поради този спор, албумът влиза в няколко списъка с най-лошите обложки на всички времена. Онлайн списанието „Кракед“ го класира като № 1 сред 15-те най-лоши обложки на всички времена. Друг уебсайт „Гигвайз“, също поставя обложката на първо място сред 50-те най-противоречиви корици на всички времена, докато „Ю Джи Оу Нетуъркс“ го включва в списъка на най-странните обложки на албуми. В своя класация списание „Три.Уан.Файв“ пише: „...германските рокаджии в крайна сметка промениха обложката на албума с нещо малко по-малко затворническо, но пуристите (и педофилите) винаги ще пазят този образ близо до сърцата си“ – и отрежда шесто място в класацията си за най-лошите обложки на всички времена.
През годините някои членове на групата също вземат отношение относно този спор. Рудолф Шенкер казва, че обложката е създадена от звукозаписната компания и допълва: „Дори момичето, когато го срещнахме петнадесет години по-късно, нямаше проблем с обложката“. В интервю от 2010 г. вокалистът Клаус Майне заявява, че: „Никога не сме правили това в порнографски смисъл, направихме го в артистичен смисъл (...) Звукозаписната компания прокара идеята, защото искаха да предизвикат противоречия, за да помогнат за продажбите на албума и каква по-добра промоция от това... Винаги е имало смесени чувства за това“. Франсис Буххолц посочва, че харесва заглавието на албума, но „Ар Си Ей“ прекаляват с обложката и че по това време концепцията за детска порнография не е известна, поне в неговата страна, затова и в Германия не е цензурирана. Фотографът Майкъл фон Гимбут е категоричен, като казва, че екипът не подкрепя детската порнография: „Тогава обичахме и защитавахме децата, не спахме с тях“.

## Оценки и възприемане
Virgin Killer получава положителни отзиви от специализираната преса. Критикът Джейсън Андерсън от „Олмюзик“ отбеляза, че това е „първият от четирите студийни издания, които наистина дефинират „Скорпиънс“ и техния неотложен метален звук, който ще стане силно влиятелен“. По същия начин, Стив Хюи от същия уебсайт го цитира заедно с Rising (1976) на „Рейнбоу“ и Sad Wings of Destiny (1975) на „Джудас Прийст“, като емблематични албуми за преоформянето на хевиметъла през тази година. Едуардо Ривадавия от „Ултимейт Класик Рок“ отбеляза, че „това очевидно е проектирано като звуково продължение на този хитов шаблон (визирайки In Trance), наистина почти реплика, но такава, в която вдъхновеното писане на песни на групата продължава да доставя нови късчета злато за техните фенове“, въпреки че като цяло песните им „вероятно не са достигнали високите нива, постигнати в In Trance“. Коментарът му завършва с „(...) но въпросите за музиката скоро се изгубиха в шума около скандалната обложка на албума.
Ривадавия също така поставя Virgin Killer на седмо място в своя списък с албуми на групата, подредени от най-лошия към най-добрия. В подобна оценка, Малкълм Доум го поставя на шесто място, наричайки го „вероятно (...) най-добрият албум на „Скорпиънс“ от 70-те“ и „ключова стъпка в музикалното развитие“ на групата. Освен това той казва: „Материалът беше постоянно по-силен от всеки друг момент по време на престоя на Рот в групата, както се доказва от броя на песните, които ще станат основни фаворити на живо през следващите години“.

## Списък с песните
Страна едно
1. Pictured Life (Клаус Майне, Улрих Джон Рот, Рудолф Шенкер) – 3:21
2. Catch Your Train (Клаус Майне, Рудолф Шенкер) – 3:32
3. In Your Park (Клаус Майне, Рудолф Шенкер) – 3:39
4. Backstage Queen (Клаус Майне, Рудолф Шенкер) – 3:10
5. Virgin Killer (Улрих Джон Рот) – 3:41

Страна две
1. Hell Cat (Улрих Джон Рот) – 2:54
2. Crying Days (Клаус Майне, Рудолф Шенкер) – 4:36
3. Polar Nights (Улрих Джон Рот) – 5:04
4. Yellow Raven (Улрих Джон Рот) – 4:58

## Състав
| - Клаус Майне – вокали - Рудолф Шенкер – ритъм китара и хор - Улрих Джон Рот – основна китара, хор задни и основни вокали на Hell Cat и Polar Nights - Руди Ленърс – барабани - Франсис Буххолц – бас и хор Източник на информацията: Обложката на оригиналното издание на „Ар Си Ей Рекърдс“. | - Дитер Диркс – продукцент - Майкъл фон Гимбут – снимки - Стефан Бьоле – дизайн и художествена режисура |

## Позиция в класациите
| Класация              | Година | Най-висока позиция |
| --------------------- | ------ | ------------------ |
| САЩ („Рекърд Уърлд“)  | 1976   | 162                |
| Япония                | 1977   | 32                 |
| САЩ („Мидлайн Ел Пи“) | 1983   | 49                 |
| САЩ („Мидлайн Ел Пи“) | 1984   | 37                 |

## Сертификати
| Държава | Сертифициращ орган                              | Сертификат | Сертифицирани продажби | Източник |
| ------- | ----------------------------------------------- | ---------- | ---------------------- | -------- |
| Япония  | Асоциация на звукозаписната индустрия на Япония | Златен     | 100 000                | [ 16 ]   |
| —       | Световни европейски награди                     | Златен     | 500 000                | [ 19 ]   |

## Цитати
1. ↑  Popoff 2016, с. 24.
2. ↑  Scorpions (1976). Virgin Killer (Contraportada). RCA Records. PLL 1 – 4225
3. ↑  Popoff 2016, с. 34 и 35.
4. 1 2 3  Popoff 2016, с. 35.
5. ↑  Popoff 2016, с. 36 и 37.
6. 1 2 3 4 5 6  Popoff 2016, с. 36.
7. ↑  Popoff 2016, с. 40 и 41.
8. 1 2  Rivadavia, Eduardo. When Scorpions Courted Controversy With ‘Virgin Killer’ //   ultimateclassicrock.com, 2016-10-09. Посетен на 2023-01-17. (на английски)
9. 1 2  Popoff 2016, с. 40.
10. ↑  Popoff 2016, с. 38.
11. ↑  Popoff 2016, с. 37.
12. ↑  Popoff 2016, с. 39 и 40.
13. ↑  ALBUM DETAILS Virgin Killer //  Discography.   the-scorpions.com. Посетен на 2020-02-19. (на английски)
14. ↑  Yasui, Todd Allan. The Sign of the Scorpions; The West German Metal Meisters' Tour de Force //   The Washington Post, 1988-03-30. с. F3.
15. 1 2  Discography //  VIRGIN KILLER.   rockdetector.com.  Архивиран от оригинала на 2007-12-28. Посетен на 2023-01-18. (на английски)
16. 1 2  Ten Years of the Scorpions – There's a Sting in the Tale (PDF) //   Billboard, 1982-08-21. Посетен на 2023-01-18. (на английски)
17. ↑  Spotlight on Germany (PDF) //   Music Week, 1977-04-23. Посетен на 2023-11-14. (на английски)
18. ↑  Dierks Studios Soar (PDF) //  Spotlight on Germany.   Record World, 1978-01-21. Посетен на 2023-11-14. (на английски)
19. 1 2  To Commemorate the sale of more than 500.000 copies //   snimki.be.  Архивиран от оригинала на 2013-10-02. Посетен на 2023-01-18. (на английски)
20. 1 2  151-200 ALBUM CHART (pdf) //  THE ALBUM CHART.   Record World, 1977-05-14. Посетен на 2023-11-14. (на английски)
21. 1 2  New LP/Tape Releases (PDF) //   Billboard, 1983-05-21. Посетен на 2023-01-18. (на английски)
22. ↑  New LP/Tape Releases (PDF) //   Billboard, 1984-06-02. Посетен на 2023-01-18. Survey for Week Ending 6/2/84 (на английски)
23. 1 2  New LP/Tape Releases (PDF) //   Billboard, 1984-08-25. Посетен на 2023-01-18. Survey for Week Ending 8/25/84 (на английски)
24. ↑  Scorpions – Virgin Killer //  Scorpions.   discogs.com. Посетен на 2023-01-18. (на английски)
25. ↑  Scorpions – 幻の肖像 = Pictured Life //  Scorpions.   discogs.com. Посетен на 2023-01-18. (на английски)
26. ↑  Virgin Killer Tour //  LIVE.   the-scorpions.com. Посетен на 2023-01-18. (на английски)
27. ↑  Popoff 2016, с. 41.
28. 1 2 3 4  Zips, Martin. Scorpions: Umstrittenes Cover – Die böse Blöße //  Kultur.   sueddeutsche.de, 2010-05-17. Посетен на 2023-01-18. (на немски)
29. ↑  Popoff 2016, с. 33 и 34.
30. ↑  Syrjala, Marko. Interview with Francis Buchholz //   metal-rules.com, 2007-01-15.  Архивиран от оригинала на 2012-06-18. Посетен на 2023-01-18. (на английски)
31. 1 2  SCORPIONS Guitarist: We Wanted To 'Make A Masterpiece For Our Own History' //   roadrunnerrecords.com, 2007-10-03.  Архивиран от оригинала на 2011-06-06. Посетен на 2023-01-18. (на английски)
32. 1 2  Popoff 2016, с. 34.
33. ↑  Dennison, Ben. The 15 Worst Album Covers of All-Time //  MUSIC.   cracked.com, 2008-11-18. Посетен на 2023-01-18. (на английски)
34. ↑  The 50 most controversial album covers of all time //   gigwise.com, 2007-10-10.  Архивиран от оригинала на 2022-12-02. Посетен на 2023-01-18. (на английски)
35. ↑  Scorpions – Virgin Killer //   ugo.com.  Архивиран от оригинала на 2008-12-11. Посетен на 2023-01-18. (на английски)
36. ↑  Bougerol, E. The All-Time Worst Album Covers //   215mag.com, 2008-02-08.  Архивиран от оригинала на 2012-07-23. Посетен на 2023-01-18. (на английски)
37. ↑  KLAUS MEINE On Life After SCORPIONS: I Am Sure It Will Not Be Boring //   roadrunnerrecords.com, 2010-04-16.  Архивиран от оригинала на 2010-04-18. Посетен на 2023-01-18. (на английски)
38. 1 2  Anderson, Jason. AllMusic Review by Jason Anderson //  Album Overview.   allmusic.com. Посетен на 2020-02-19. (на английски)
39. ↑  Larkin 2006, с. 1976.
40. ↑  Wings, Sad. Sad Wings of Destiny Review by Steve Huey //  Judas Priest.   allmusic.com. Посетен на 2023-01-18. (на английски)
41. ↑  Rivadavia, Eduardo. Scorpions Albums Ranked Worst to Best //   ultimateclassicrock.com, 2015-09-18. Посетен на 2023-01-18. (на английски)
42. ↑  Dome, Malcolm. Every Scorpions album ranked from worst to best //  Classic Rock.   loudersound.com, 2022-05-11. Посетен на 2023-01-17. (на английски)
43. ↑  Scorpions – Virgin Killer //  Scorpions.   discogs.com. Посетен на 2023-01-18. (на английски)